# Emona (Bulgaria)
Emona es un pueblo en el sureste de Bulgaria. Se encuentra ubicado en el municipio de Nessebar, provincia de Burgas.
La playa Irakli se localiza a 5 km de Emona. La ciudad se localiza cerca de Cabo Emine. Cerca hay ruinas de una antigua fortaleza.
La ciudad es famosa por ser el lugar de nacimiento del rey Rhesus de Tracia, quien peleó en la Guerra de Troya. De acuerdo a la Ilíada, de Homero, él fue asesinado por Odiseo y Diomedes.
- Datos: Q2597695
- Multimedia: Emona, Bulgaria / Q2597695

1. ↑  Worldpostalcodes.org, código postal n.º 8252.